# صادق‌آباد (بهاباد)
صادق‌آباد (بافق)، روستایی از توابع بخش بهاباد شهرستان بهاباد در استان یزد ایران است.

## جمعیت
این روستا در دهستان بنستان قرار دارد و براساس سرشماری مرکز آمار ایران در سال ۱۳۸۵، جمعیت آن زیر سه خانوار بوده‌است.